# Council for Secular Humanism
Das Council for Secular Humanism (CSH, ursprünglich Council for Democratic and Secular Humanism) ist eine US-amerikanische Vereinigung zur Förderung von Säkularisierung und nichtreligiösem Humanismus und Mitglied der Internationalen Humanistischen und Ethischen Union und vertritt die Amsterdam Declaration (2002). Symbol ist das Happy Human. Sitz der Organisation ist Amherst (New York).

## Geschichte
Bekanntheit erlangte die Erklärung A Secular Humanist Declaration (1980). Der Council for Secular Humanism gibt die Zeitschrift Free Inquiry heraus. Paul Kurtz vereinte 1991 im Center for Inquiry in Amherst zusammen mit dem CSH auch das Committee for the Scientific Investigation of Claims of the Paranormal, die er beide führt. 2006 kam es zu Schlagzeilen, als unter anderem die Borders Group sich weigerte, die April–Mai-Ausgabe der Free Inquiry zu vertreiben, weil diese die Mohammed-Karikaturen der Jyllands-Posten auf der Titelseite trugen.